# Onthophilus jakli
Onthophilus jakli är en skalbaggsart som beskrevs av Kapler 1993. Onthophilus jakli ingår i släktet Onthophilus och familjen stumpbaggar. Inga underarter finns listade i Catalogue of Life.